# Logisim
Logisim je program koji simulira logičke sklopove, i ovim programom mogu se razvijati i simulirati logički krugovi koristeći grafički izbornik. Logisim je besplatni softver koji je izdan pod GNu javnom licencom, i moguće je nabaviti inačice koje rade pod sljedećim operativnim sistemima: Microsoft Windows, Mac OS X te Linux. Cijeli program napisan je programskim jezikom Java, dok su za grafički dio programa korištene Swing grafičke biblioteke. Glavni programer je Carl Burch koji radi na Logisimu od 2001. godine.

## Vanjske poveznice
- Službene stranice Logisima  Arhivirana inačica izvorne stranice od 11. svibnja 2011. (Wayback Machine)